# Керміт Вашингтон
Керміт Алан Вашингтон (англ. Kermit Alan Washington, нар. 17 вересня 1951, Вашингтон) — американський професіональний баскетболіст, що грав на позиції важкого форварда за низку команд НБА.

## Ігрова кар'єра
На університетському рівні грав за команду Амерікан (1970–1973). 
1973 року був обраний у першому раунді драфту НБА під загальним 5-м номером командою «Лос-Анджелес Лейкерс». Професійну кар'єру розпочав 1973 року виступами за тих же «Лос-Анджелес Лейкерс», захищав кольори команди з Лос-Анджелеса протягом наступних 4 сезонів. 1977 року потрапив до скандалу, коли під час матчу з «Х'юстон Рокетс» став учасником бійки. Під час конфлікту на майданчику, він вдарив по обличчю та зламав щелепу Руді Том'яновичу, який біг розбороняти гравців. Том'янович змушений був пропустити залишок сезону, а Вашингтона дискваліфікували на 26 матчів, виписавши при цьому штраф на 10,000 доларів.
Через два тижні після інциденту був обміняний до складу «Бостон Селтікс».
1978 року перейшов до «Сан-Дієго Кліпперс», у складі якої провів наступний сезон своєї кар'єри.
Наступною командою в кар'єрі гравця була «Портленд Трейл-Блейзерс», за яку він відіграв 3 сезони. 1980 року взяв участь у Матчі усіх зірок НБА. 1982 року через проблеми зі спиною оголосив про завершення ігрової кар'єри.
Проте 1987 року спробував повернутися у великий спорт, підписавши контракт з «Голден-Стейт Ворріорс». Зігравши 6 матчів, вдруге завершив спортивну кар'єру.

## Статистика виступів в НБА

### Регулярний сезон
| Сезон              | Команда                   | GP  | GS | MPG  | FG%  | 3P%  | FT%   | RPG  | APG | SPG | BPG | PPG  |
| ------------------ | ------------------------- | --- | -- | ---- | ---- | ---- | ----- | ---- | --- | --- | --- | ---- |
| 1973–74            | «Лос-Анджелес Лейкерс»    | 45  | —  | 8.9  | .483 | —    | .531  | 3.3  | .4  | .5  | .4  | 3.8  |
| 1974–75            | «Лос-Анджелес Лейкерс»    | 55  | —  | 17.3 | .420 | —    | .590  | 6.4  | 1.2 | .5  | .6  | 4.5  |
| 1975–76            | «Лос-Анджелес Лейкерс»    | 36  | —  | 13.7 | .433 | —    | .682  | 4.6  | .6  | .3  | .7  | 3.4  |
| 1976–77            | «Лос-Анджелес Лейкерс»    | 53  | —  | 25.3 | .503 | —    | .706  | 9.3  | .9  | .8  | 1.0 | 9.7  |
| 1977–78            | «Лос-Анджелес Лейкерс»    | 25  | —  | 30.0 | .451 | —    | .618  | 11.2 | 1.2 | .8  | 1.0 | 11.5 |
| 1977–78            | «Бостон Селтікс»          | 32  | —  | 27.1 | .521 | —    | .750  | 10.5 | 1.3 | .9  | 1.3 | 11.8 |
| 1978–79            | «Сан-Дієго Кліпперс»      | 82  | —  | 33.7 | .562 | —    | .688  | 9.8  | 1.5 | 1.0 | 1.5 | 11.3 |
| 1979–80            | «Портленд Трейл-Блейзерс» | 80  | —  | 33.2 | .553 | .000 | .642  | 10.5 | 2.1 | .9  | 1.6 | 13.4 |
| 1980–81            | «Портленд Трейл-Блейзерс» | 73  | —  | 29.0 | .569 | .000 | .628  | 9.4  | 2.0 | 1.2 | 1.2 | 11.4 |
| 1981–82            | «Портленд Трейл-Блейзерс» | 20  | 4  | 20.9 | .487 | —    | .585  | 5.9  | 1.5 | .5  | .8  | 5.0  |
| 1987–88            | «Голден-Стейт Ворріорс»   | 6   | 1  | 9.3  | .500 | —    | 1.000 | 3.2  | .0  | .7  | .7  | 2.7  |
| Усього за кар'єру  | Усього за кар'єру         | 507 | 5  | 25.3 | .526 | .000 | .656  | 8.3  | 1.4 | .8  | 1.1 | 9.2  |
| В іграх усіх зірок | В іграх усіх зірок        | 1   | 0  | 14.0 | .167 | —    | .500  | 8.0  | 1.0 | .0  | 1.0 | 4.0  |

### Плей-оф
| Сезон             | Команда                   | GP | GS | MPG  | FG%  | 3P%  | FT%   | RPG  | APG | SPG | BPG | PPG  |
| ----------------- | ------------------------- | -- | -- | ---- | ---- | ---- | ----- | ---- | --- | --- | --- | ---- |
| 1974              | «Лос-Анджелес Лейкерс»    | 3  | —  | 4.7  | .455 | —    | .714  | 3.3  | .3  | .3  | .0  | 5.0  |
| 1980              | «Портленд Трейл-Блейзерс» | 3  | —  | 40.3 | .500 | .000 | .625  | 10.3 | 2.0 | .3  | 1.3 | 10.3 |
| 1981              | «Портленд Трейл-Блейзерс» | 3  | —  | 42.7 | .522 | .000 | 1.000 | 17.3 | 2.3 | 2.7 | .7  | 8.7  |
| Усього за кар'єру | Усього за кар'єру         | 9  | —  | 29.2 | .500 | .000 | .706  | 10.3 | 1.6 | 1.1 | .7  | 8.0  |

## Особисте життя
Після завершення спортивної кар'єри був власником ресторану в Портленді, який володів разом з іншим баскетболістом Кевіном Даквортом. Згодом працював асистентом головного тренера баскетбольної команди Стенфордського університету. 
1995 року заснував благодійну організацію «The 6th Man Foundation». 25 травня 2016 року Вашингтона звинуватили у розкраданні через свою організацію 500,000 доларів, які призначались для дітей в Африці. 4 грудня 2017 року суд визнав його винним, а в липні 2018 року посадив його до в'язниці на шість років.